# Trille blanc
Trillium grandiflorum
Espèce
Classification APG II (2003)
Le trille blanc (Trillium grandiflorum) est une plante herbacée, vivace et rhizomateuse de la famille des Liliacées (classification classique) ou des Melanthiaceae (classification APG II, 2003).
Noms communs : trille à grande fleur, trille grandiflore, en : large-flowered trillium, white trillium.

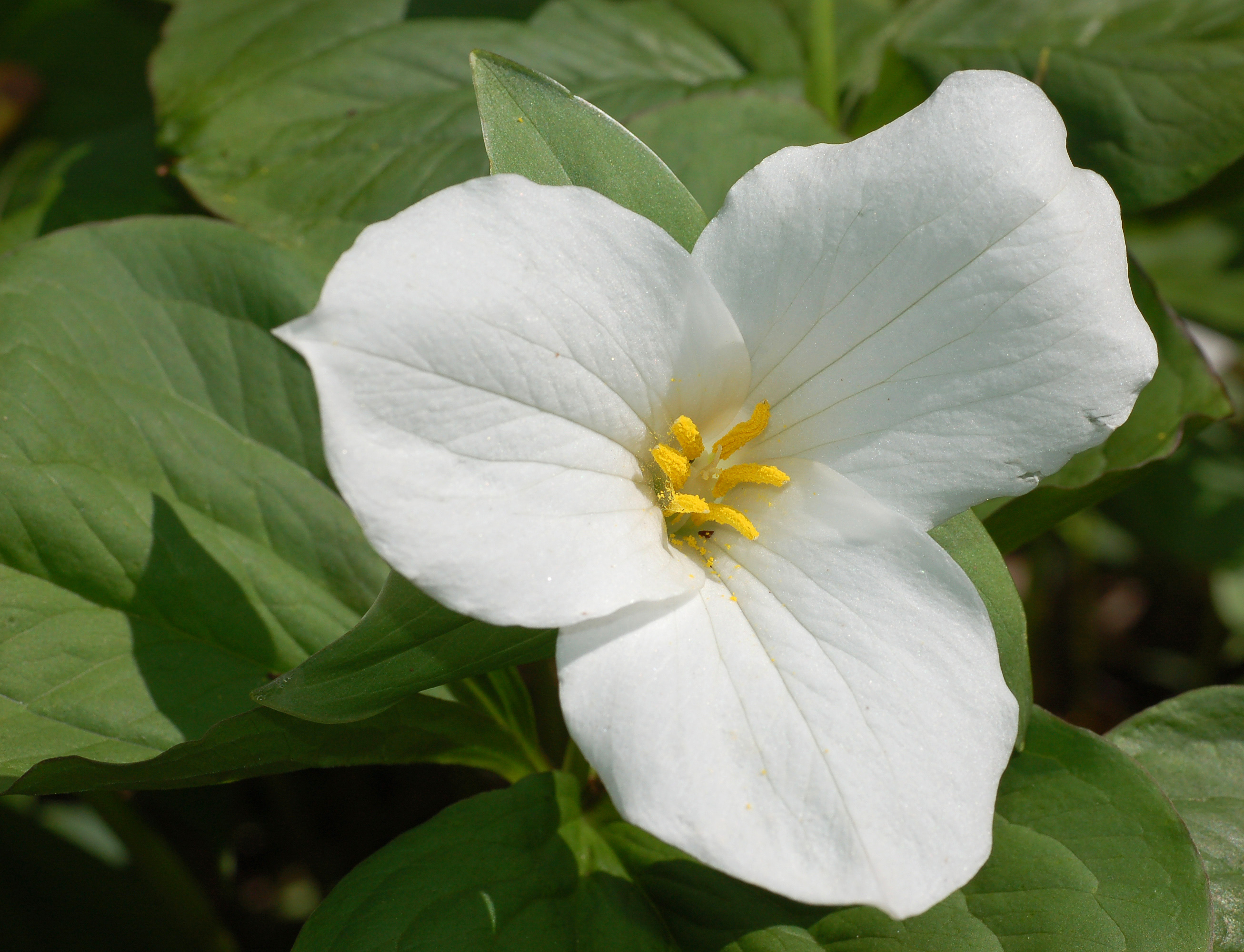
Trille blanc

## Étymologie
Le nom de l'espèce vient du latin botanique grandiflorum, à grande fleur.

## Description

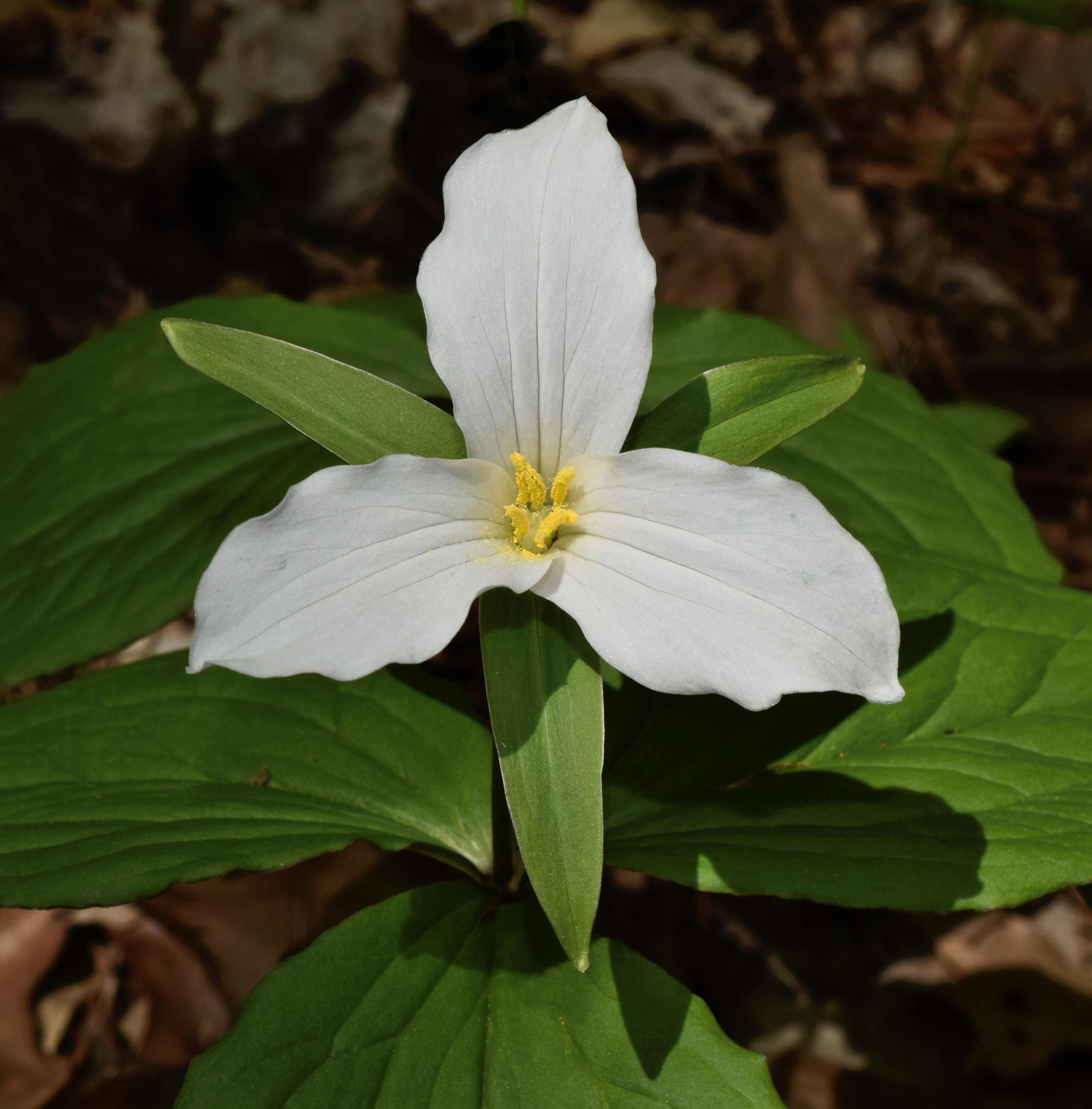
Autre fleur de trille blanc.

Cette plante typique des érablières du nord-est de l'Amérique du Nord forme souvent de grandes colonies qui tapissent les sous-bois au printemps. La fleur solitaire, de 5 à 10 cm de diamètre, comporte trois pétales blancs à marge légèrement ondulés, devenant rose pâle avec l'âge. Elle se dresse au-dessus d'un verticille de trois larges feuilles rhomboïdes-ovales et acuminées, sans pétiole, rassemblées au sommet de la tige. Le fruit est une capsule ressemblant à une baie rouge et devenant bleu noir à maturité.

## Aire de répartition
Sud de l'Ontario et du Québec (« espèce vulnérable »), Nouvelle-Angleterre, Michigan, Minnesota, Wisconsin.

## Utilisation
Les jeunes pousses peuvent se manger cuites comme légume, mais cette pratique est déconseillée puisqu'elle entraîne généralement la mort de la plante. Le rhizome et le fruit ne sont pas comestibles.

## Divers
Le trille blanc est l'emblème floral de la province canadienne de l'Ontario. Il apparaît également sur le drapeau franco-ontarien.
La forme roseum à fleur rose, qu’on rencontre surtout en Virginie, et le cultivar à fleur double 'Flore Pleno' sont très recherchés.

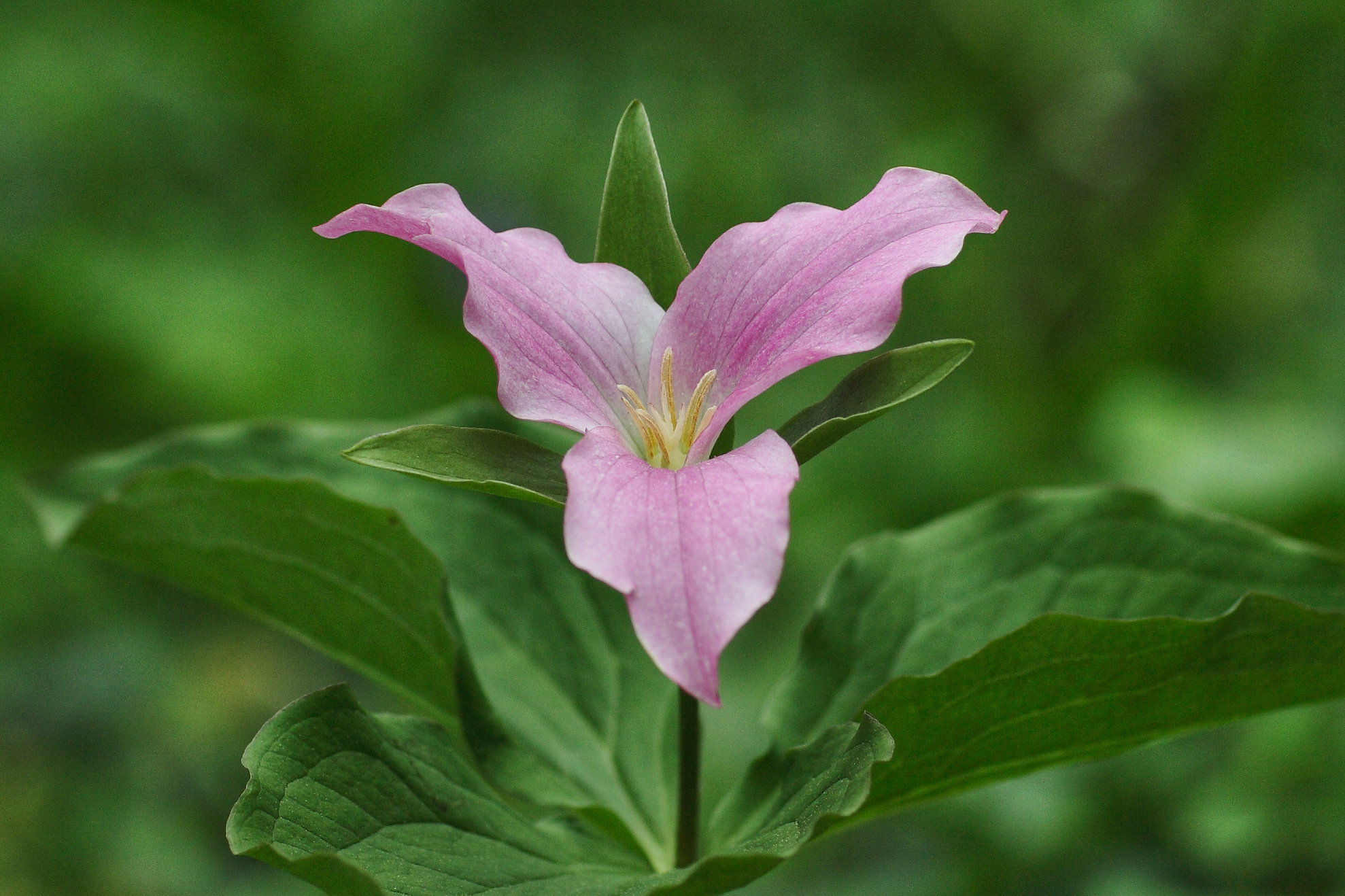
Trillium grandiflorum f. roseum
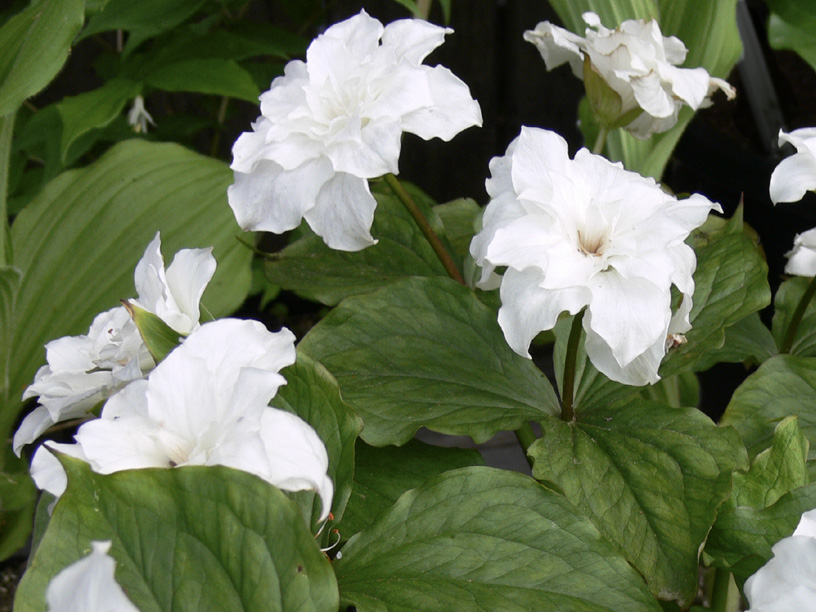
Trillium grandiflorum 'Flore Pleno'

## Sources
- William A. Niering et Nancy C. Olmstead, The Audubon Society Field Guide to North American Wildflowers : Eastern Region, Alfred A. Knopf, New York, 1979  (ISBN 0-394-50432-1).
- Roger Tory Petersen et Margaret McKenny, A Field Guide to Wildflowers : Northeastern and North-central North America, Houghton Mifflin, New York, 1996  (ISBN 0-395-91172-9).
- Frère Marie-Victorin, Flore laurentienne, Presses de l'Université de Montréal, Montréal, 1964  (ISBN 0-8405-0018-1).
- Gisèle Lamoureux et collaborateurs, Plantes sauvages printanières, Éditions France-Amérique, Montréal, 1979  (ISBN 2-89001-005-8).